# Solieria festiva
Solieria festiva là một loài ruồi trong họ Tachinidae.